# Ludvig Wedell-Wedellsborg
Carl Hannibal Ludvig baron Wedell-Wedellsborg (12. december 1863 i Næstved – 10. februar 1948) var en dansk statsskovrider.
Han var søn af kammerherre, baron Gustav Wedell-Wedellsborg og hustru Louise født Bruun de Neergaard, blev forstkandidat 1887, skovrider ved statsskovene fra 1900 (1. Frederiksborg distrikt) og kgl. jægermester ved statsskovene fra 1911. Han var medlem af bestyrelsen for Østasiatisk Kompagni, censor ved forsteksamens 2. del og medlem af bestyrelsen for Kammerherre Eides Legat.
Wedell-Wedellsborg var Ridder af Dannebrog, Dannebrogsmand, kammerherre, hofjægermester, bar Kong Frederik VIII's Mindetegn og en række udenlandske ordener.
8. oktober 1897 ægtede han Marie Louise Henriette Lerche, datter af overretssagfører Ferdinand Lerche og Marie født Gulstad.